# 小行星6013
小行星6013（6013 Andanike）是一颗绕太阳运转的小行星，为主小行星带小行星。该小行星于1991年7月19日发现。

## 轨道参数
小行星6013的轨道半长轴为354 892 265 km，2.3722745 UA，离心率为0.151。